# Воскресенское (Камешковский район)
Воскресенское — село в Камешковском районе Владимирской области России, входит в состав Пенкинского муниципального образования.

## География
Село расположено в 12 км на северо-восток от центра поселения деревни Пенкино, в 37 км на юг от райцентра Камешково и в 6 км от федеральной автодороги «Волга».

## История
Имело ещё одно название села — Старое Заозерье и третье — Терихово. С конца 17 века Заозерье принадлежало окольничему Никите Ивановичу Акинфову, который выстроил храм в 1706 году во имя Воскресения Христова с приделом во имя Святого Федора Сикеота. В 1719 году в селе насчитывалось 4 двора. От внука Н. И. Акинфова — Федора Григорьевича Акинфова — Воскресенское перешло генеральше М. Ф. Брылкиной. Последняя выстроила на свои средства новую каменную церковь во имя Воскресения Христова с теплыми приделами. В 1856 году церковь стараниями местного священника Михаила Николаевича Миловидова была перестроена и расширена. После того, как 1867 году отец Михаил был переведен в село Лежнево Ковровского уезда, в Воскресенское прибыл священник Иван Григорьевич Стратилатов. Он открыл в селе начальное народное училище. Позже школа перешла в ведомство земства, в ней обучалось 40 ребят. В 19 века Воскресенское являлось имением князей Голициных. В 1858 году в селе насчитывалось 15 дворов и 124 жителя, в 1904 г. — 41 двор, 166 жителей.
В XIX и первой четверти XX века село входило в состав Пенкинской волости Владимирского уезда. Население (1859) — 142 чел.
В годы Советской власти до 1998 года село входило в состав Пенкинского сельсовета.

## Население
| 1859 | 1905 | 1926 |
| ---- | ---- | ---- |
| 142  | 166  | 168  |

| 1859 | 1905 | 1926 | 2002 | 2010 | 2021 |
| ---- | ---- | ---- | ---- | ---- | ---- |
| 142  | ↗166 | ↗168 | ↘9   | ↗13  | ↗16  |

## Достопримечательности
В селе находится действующая Церковь Воскресения Христова (1856).